# Endrunde der Deutschen Mannschaftsmeisterschaft im Schach 1971
Die Endrunde der Deutschen Mannschaftsmeisterschaft im Schach 1971 fand in Hannover statt. Teilnahmeberechtigt waren der Hannoversche Schachklub, Königsspringer Frankfurt, die Schachgesellschaft Solingen und die SG Porz, die Sieger von vier Qualifikationsturnieren zur Deutschen Mannschaftsmeisterschaft.

## Kreuztabelle der Mannschaften (Rangliste)
|   | Verein                      | 1   | 2   | 3   | 4   | Punkte |
| - | --------------------------- | --- | --- | --- | --- | ------ |
| 1 | Schachgesellschaft Solingen |     | 5,0 | 7,5 | 3,0 | 15,5   |
| 2 | SC Königsspringer Frankfurt | 3,0 |     | 4,0 | 6,0 | 13,0   |
| 3 | SG Porz                     | 0,5 | 4,0 |     | 5,5 | 10,0   |
| 4 | Hannoverscher SK            | 5,0 | 2,0 | 2,5 |     | 9,5    |

## Die Meistermannschaft
| 1.            | Schachgesellschaft Solingen |
| Schachfiguren | Albéric O’Kelly de Galway, Lubomir Kavalek, Hans-Joachim Hecht, Heinz Lehmann, Mathias Gerusel, Johannes Eising, Heinz Friehoff, Manfred Christoph, Karlheinz Bachmann, Günter Capelan, Egon Evertz. |